# Уткина (деревня)
Уткина (Уткино) — упразднённая в 2017 году деревня в Карачевском районе Брянской области России. Входила на год упразднения в состав Вельяминовского сельского поселения. Постоянное население с 2003 года отсутствует.

## География
Деревня находилась в восточной части Брянской области, на Среднерусской возвышенности в центре Восточно-Европейской равнины, в зоне хвойно-широколиственных лесов, в 5 км к юго-западу от села Вельяминова.

## История
Упоминается с XVII века (первоначально как деревня) в составе Подгородного стана Карачевского уезда. В XVIII—XIX вв. — владение Ржевских, Колычевых, позднее Спечинских и других помещиков. Храм Покрова Богородицы упоминается с первой половины XVIII века (не сохранился).
До 1929 года входило в Карачевский уезд (с 1861 до 1924 — в составе Бошинской волости, с 1924 в Вельяминовской волости). В 1895 году была открыта школа грамоты (с 1899 — церковно-приходская).
С 1929 в Карачевском районе; до 1930-х гг. являлось центром Уткинского сельсовета, затем до 1962 в Бугровском, позднее в Вельяминовском сельсовете (с 2005 — сельском поселении). С середины XX века также именуется деревней.
Упразднена законом Брянской области от 1 июля 2017 года № 47-З как фактически не существующая в связи с переселением жителей в другие населённые пункты.

## Население
| Годы      | 1866 | 1878 | 1887 | 1926 | 1979 | 1989 | 2002 | 2010 |
| --------- | ---- | ---- | ---- | ---- | ---- | ---- | ---- | ---- |
| Население | 361  | 433  | 523  | 320  | 38   | 7    | 0    | 0    |